# Lucia Dunham
Lucia Dunham (* im 19. Jahrhundert in New York City; † 1. April 1959 in Paramus/New Jersey) war eine US-amerikanische Sängerin  (Sopran) und Gesangspädagogin.

## Leben
Dunham begann im Alter von sechs Jahren Klavier zu lernen und hatte ab dem fünfzehnten Lebensjahr Orgel- und Gesangsunterricht. Sie studierte am National Conservatory of Music of America, am Institute of Musical Art in New York, an der University of California, Berkeley, in London, Paris und Salzburg. Zu ihren Lehrern zählten Alfred Giraudet, George Henschel, Lilli Lehmann und Milka Trnina. Sie sang u. a. mit dem San Francisco Symphony Orchestra und dem New York Symphony Orchestra unter Leitung von Walter Damrosch, gab Konzerte und trat bei Opernaufführungen im In- und Ausland auf.
Von 1922 bis 1956 unterrichtete sie Gesang am Institute of Musical Art, das später Teil der Juilliard School wurde. Außerdem gab sie privaten Unterricht, so auch an der University of California und war Mitglied der National Association of Singing Teachers. Zu ihren Schülern zählten Rosemary Kuhlmann, Nanette Fabray, Graciela Rivera, Charles Bressler, Anne Brown, Ruby Elzy und Carmen Velma Shepperd. Dunham starb 1959 im Bergen Pines Hospital in Paramus.